# Jan Adamski (aktor)
Jan Franciszek Adamski (ur. 8 października 1923 w Buczaczu, zm. 26 lipca 2010 w Krakowie) – polski aktor teatralny, filmowy i telewizyjny, także pisarz (prozaik), kolekcjoner strojów i haftów.

## Życiorys
Ukończył Studium Dramatyczne Iwona Galla w Krakowie (1946), a w 1946 zdał eksternistyczny egzamin aktorski. W 1947 ukończył również studia prawnicze na Uniwersytecie Jagiellońskim.

## Życie prywatne
Rodzicami jego byli: Stanisław i Ludmiła z d. Turkułł (inżynier-agronom, ur. 19 września 1897 w Żnibrodach - zm. 20 marca 1950 w Krakowie). W latach 1953-1968 jego żoną była poetka Anna Świrszczyńska (z tego związku urodziła się córka – Ludmiła). Był też związany z Haliną Poświatowską.
Został pochowany na cmentarzu Rakowickim w Krakowie (Kwatera: XXIVA, Rząd: 14, Miejsce: 16).

## Teatr
W teatrze zadebiutował 9 listopada 1945. Występował w Krakowie w Teatrze Rapsodycznym (1945-1955 - tu nawiązał wielką przyjaźń z Karolem Wojtyłą, z którym korespondował przez wszystkie lata pontyfikatu papieża Polaka), Starym (1955-1966) i Teatrze im. Juliusza Słowackiego (1967–1997). W latach  1954-1957 występował również w rzeszowskim Teatrze im. Wandy  Siemaszkowej.
Spektakle teatralne (wybór)
- 1945 – Hymny (reż. Mieczysław Kotlarczyk)
- 1945 – Bajka
- 1946 – Noc wigilijna (układ tekstów M. Kotlarczyk)
- 1946 – Słowo o Kościuszce
- 1946 – Żołnierzowi
- 1946 – Król Duch
- 1946 – Rozkosz a krotochwila
- 1948 – Pan Tadeusz
- 1949 – Beniowski (III wersja) (reż. M. Kotlarczyk)
- 1950 – Lord Jim (III wersja) (reż. M. Kotlarczyk)
- 1950 – Rozkaz 269 (reż. M. Kotlarczyk)
- 1951 – Aktorzy w Elzynorze (reż. M. Kotlarczyk)
- 1953 – Kopernik jako Mieszczanin / Tydeman Gize (reż. Irena Babel)
- 1953 – Nie igra się z miłością jako Blazjusz (reż. Maryna Broniewska)
- 1954 – Sen nocy letniej jako Spój (reż. M. Broniewska)
- 1954 – Noce narodowe jako Brat Zastępu Bożego (reż. Roman Niewiarowicz)
- 1955 – Legenda o miłości jako Mieszczanin II / Herold (reż. Zdzisław Mrożewski)
- 1956 – Święta Joanna jako
- 1956 – Hamlet jako Francisco (reż. Roman Zawistowski)
- 1956 – Brat marnotrawny jako Lane (reż. Z. Mrożewski)
- 1957 – Dzika kaczka jako Jensen (reż. Władysław Krzemiński)
- 1957 – Cyd jako Don Alonzo (reż. R. Zawistowski)
- 1957 – Port Royal jako oficer gwardii (reż. Jerzy Kreczmar)
- 1958 – Tramwaj zwany pożądaniem jako Mitch (reż. W. Krzemiński)
- 1959 – Stracone zachody miłości jako Tuman (reż. W. Krzemiński)
- 1959 – Kapitan z Köpenick jako Przechodzień / Bulke (reż. Lidia Zamkow)
- 1960 – Na dnie jako Czapnik (reż. Lidia Słomczyńska)
- 1962 – Matka Courage i jej dzieci jako Kapelan (reż. L. Zamkow)
- 1963 – Orfeusz w wężowej skórze jako Dag Hamma (reż. Jerzy Jarocki)
- 1963 – Wesele jako Hetman (reż. Andrzej Wajda)
- 1965 – Król Henryk IV jako Bardolf (reż. J. Jarocki)
- 1966 – Savanarola jako Trędowaty (reż. Kazimierz Kutz)
- 1967 – Ogniem i mieczem jako Podbipięta (reż. Jerzy Szeski)
- 1970 – Rewizor jako Lapkin-Tiapkin (reż. Stanisław Bieliński)
- 1971 – Kartoteka jako wujek (reż. Jarosław Kuszewski)
- 1973 – Wesele jako dziad (reż. Piotr Paradowski)
- 1974 – Dwa teatry jako Pianista (reż. Krystyna Skuszanka)
- 1979 – Fantazy jako Kajetan (reż. K. Skuszanka)
- 1980 – Pierwszy dzień wolności jako Karol (reż. Ewa Kutryś)
- 1989 – Wizyta starszej pani jako Zawiadowca stacji (reż. Siergiej Danczenko)
- 1993 – Martwe dusze jako urzędnik (reż. Walery Fokin)
- 1994 – Śniadanie u Tiffany’ego jako Gość (reż. Paweł Miśkiewicz)

## Filmografia
- 1957 – Zagubione uczucia jako robotnik przyprowadzający Adama do szkoły (nie występuje w czołówce)
- 1963 – Dwa żebra Adama jako ksiądz proboszcz Leon Makowski
- 1964 – Koniec naszego świata jako Więzień Oświęcimia
- 1973 – Fernando i humaniści
- 1976 – Polskie drogi jako ksiądz Pycnik, proboszcz w Owczarach
- 1976 – Spokój
- 1977 – Zapach ziemi
- 1980 – W biały dzień jako sędzia na procesie „Koraba” (nie występuje w czołówce)
- 1984–1985 – Zdaniem obrony jako mecenas Władysław Sawicki, przyjaciel Sokora
- 1986 – Blisko, coraz bliżej jako Farmaceuta
- 1987 – Śmieciarz
- 1988 – Schodami w górę, schodami w dół jako Silberman
- 1989 – Szklany dom jako Lwowiak
- 1997 – Sława i chwała jako Walery, służący Myszyńskich

## Twórczość literacka
Zbiory opowiadań
- 1975 – Odwiedziny
- 1982 – Przed odlotem
- 1993 – Batiar

## Nagrody i odznaczenia
- 1958 – wyróżnienie w V Ogólnopolskim Konkursie Recytatorskim w Krakowie
- 1981 – odznaczony jako Zasłużony Działacz Kultury
- 1982 – Nagroda Jubileuszowa
- 1983 – Krzyż Kawalerski Orderu Odrodzenia Polski
- 1983 – odznaczony jako Zasłużony Działacz Kultury
- 1983 – Złota Odznaka za zasługi dla Krakowa